# Marama
Marama, miejscowość w stanie Australia Południowa w odległa o 146 km od Adelaide.  Nazwa pochodzi od aborygeńskiego słowa oznaczającego "czarną kaczkę".   W latach 1919–1967 w Maramie działała szkoła.